# ISO 3166-2:BR
La ISO 3166-2:BR es un subconjunto de la norma ISO 3166-2, que define geocódigos. Se aplica a Brasil, y cubre sus 26 Estados y el Distrito Federal.

Cada parte de un código ISO 3166-2:BR consiste en el código ISO 3166-1 para Brasil (BR), ligado a un subcódigo de dos dígitos alfabéticos, el cual representa la sigla del estado y del distrito federal.

## Códigos
| BR-AC | Acre                |
| BR-AL | Alagoas             |
| BR-AM | Amazonas            |
| BR-AP | Amapá               |
| BR-BA | Bahia               |
| BR-CE | Ceará               |
| BR-DF | Distrito Federal    |
| BR-ES | Espírito Santo      |
| BR-GO | Goiás               |
| BR-MA | Maranhão            |
| BR-MG | Minas Gerais        |
| BR-MS | Mato Grosso do Sul  |
| BR-MT | Mato Grosso         |
| BR-PA | Pará                |
| BR-PB | Paraíba             |
| BR-PE | Pernambuco          |
| BR-PI | Piauí               |
| BR-PR | Paraná              |
| BR-RJ | Río de Janeiro      |
| BR-RN | Rio Grande do Norte |
| BR-RO | Rondônia            |
| BR-RR | Roraima             |
| BR-RS | Rio Grande do Sul   |
| BR-SC | Santa Catarina      |
| BR-SE | Sergipe             |
| BR-SP | São Paulo           |
| BR-TO | Tocantins           |

| Distrito federal    | Distrito federal |
| ------------------- | ---------------- |
| Distrito Federal    | BR-DF            |
| Estados             |                  |
| Acre                | BR-AC            |
| Alagoas             | BR-AL            |
| Amapá               | BR-AP            |
| Amazonas            | BR-AM            |
| Bahia               | BR-BA            |
| Ceará               | BR-CE            |
| Espírito Santo      | BR-ES            |
| Goiás               | BR-GO            |
| Maranhão            | BR-MA            |
| Mato Grosso         | BR-MT            |
| Mato Grosso do Sul  | BR-MS            |
| Minas Gerais        | BR-MG            |
| Pará                | BR-PA            |
| Paraíba             | BR-PB            |
| Paraná              | BR-PR            |
| Pernambuco          | BR-PE            |
| Piauí               | BR-PI            |
| Río de Janeiro      | BR-RJ            |
| Rio Grande do Norte | BR-RN            |
| Rio Grande do Sul   | BR-RS            |
| Rondônia            | BR-RO            |
| Roraima             | BR-RR            |
| Santa Catarina      | BR-SC            |
| São Paulo           | BR-SP            |
| Sergipe             | BR-SE            |
| Tocantins           | BR-TO            |